# Pensioenopbouw
Met pensioenopbouw wordt bedoeld de wijze waarop een pensioen wordt opgebouwd vóórdat dit tot uitkering komt. 

## Opbouwsystemen
Pensioenen kunnen via verschillende systemen worden opgebouwd. In Nederland kennen we: 
- het eindloonsysteem,
- het middelloonsysteem,
- het beschikbare-premiesysteem,
- een combinatie van deze systemen.

Bij het eindloonsysteem is de pensioenuitkering gebaseerd op het laatst verdiende salaris. Bij middelloon is het gedurende de loopbaan gemiddeld verdiende loon maatgevend. Bij een premiesysteem is de hoogte van het pensioen direct en alleen afhankelijk van de betaalde premie, de uitkeringen staan dus los van het verdiende loon. Voor werknemers is meestal het eindloonsysteem het meest gunstig. Omdat deze regeling voor pensioenuitvoerders én voor de werkgever erg duur is, zijn de meeste pensioenuitvoerders (en werkgevers) in de jaren 90 van de 20ste eeuw overgegaan op een middelloonsysteem. 

## Opbouwpercentage
Het Witteveenkader bepaalt maximum opbouwpercentages. Voor een eindloonregeling geldt een maximum opbouwpercentage van 2%, voor een middelloonregeling is dat 2,25%. Hoe lager het opbouwpercentage, hoe lager de premie. Een opbouwpercentage van 1,75% is gebruikelijk. Met dat percentage bouwt een werknemer in 40 jaar een pensioen van 70% van zijn salaris op, maar ook andere opbouwpercentages komen voor. Boven de maximumopbouwpercentages spreekt de Belastingdienst van 'bovenmatige pensioenopbouw', het bovenmatige deel wordt vervolgens belast.